# Matematyka dyskretna

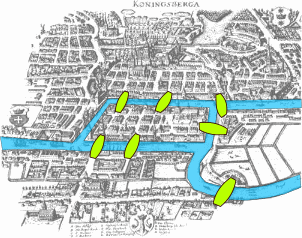
Problem mostów królewieckich to umowny początek teorii grafów.

Matematyka dyskretna – zbiorcza nazwa wszystkich działów matematyki, które zajmują się badaniem struktur nieciągłych, to znaczy zawierających zbiory co najwyżej przeliczalne, czyli właśnie dyskretne. Podstawowe dziedziny matematyki dyskretnej to kombinatoryka i teoria grafów. Niektóre z pozostałych to:
- teoria obliczeń[2],
- część teorii liczb badająca liczby całkowite[2],
- logika matematyczna,
- teoria matroidów.
- programowanie liniowe,
- kryptografia,
- teoria gier[potrzebny przypis].

Matematyka dyskretna bywa kontrastowana z matematyką „ciągłą” jak rachunek różnicowy i całkowy. Termin ten pojawił się najpóźniej na początku XX wieku, choć samo pojęcie wielkości dyskretnej występowało już w wieku XVI. Najpóźniej w latach 70. XX wieku pojawiły się osobne czasopisma naukowe poświęcone tej dyscyplinie.